# Бад Рајхенхал
Бад Рајхенхал (њем. Bad Reichenhall) општина је у њемачкој савезној држави Баварска. Једно је од 15 општинских средишта округа Берхтесгаденер Ланд. Према процјени из 2010. у општини је живјело 17.373 становника. Посједује регионалну шифру (AGS) 9172114.

## Географски и демографски подаци
Бад Рајхенхал се налази у савезној држави Баварска у округу Берхтесгаденер Ланд. Општина се налази на надморској висини од 473 метра. Површина општине износи 39,4 km². У самом мјесту је, према процјени из 2010. године, живјело 17.373 становника. Просјечна густина становништва износи 440 становника/km².